# Saúl González Herrera
Saúl González Herrera (Guerrero, Chihuahua, 4 de noviembre de 1915 - Chihuahua, Chihuahua, 22 de octubre de 2006) fue un político y abogado mexicano del Partido Revolucionario Institucional. Fue Gobernador de Chihuahua de 1985 a 1986.

## Carrera política
Saúl González Herrera tuvo una larga carrera en la política de Chihuahua, fue diputado al Congreso de Chihuahua de 1950 a 1953, rector de la Universidad Autónoma de Chihuahua de 1959 a 1962, diputado federal a la XLVI Legislatura por el I Distrito Electoral Federal de Chihuahua de 1964 a 1967, director general de la empresa paraestatal Productos Forestales de la Tarahumara (PROFORTARAH), en 1980 el gobernador Óscar Ornelas lo designó Tesorero General del Estado, cargo que ocupó hasta 1985 cuando a la renuncia forzada de Ornelas fue designado Gobernador sustituto para terminar el periodo.
Durante su gobierno se llevaron a cabo las conflictivas Elecciones de 1986 a Gobernador, en que se enfrentaron Francisco Barrio Terrazas por el PAN y Fernando Baeza Meléndez por el PRI, resultando oficialmente vencedor del segundo, pero siempre se ha señalado que tal victoria se logró mediante un fraude electoral.[cita requerida]
Electo senador por Chihuahua tras vencer a Blanca Magrassi Scagno, para el periodo de 1988 a 1994 en ese último año fue elegido diputado federal por el V Distrito Electoral Federal de Chihuahua a la LVI Legislatura, después ejerció como notario público hasta su muerte el 22 de octubre de 2006 en Chihuahua.